# Strange Weather (Anna Calvi)
Strange Weather è un EP della cantautrice britannica Anna Calvi, pubblicato nel 2014.

## Tracce
1. Papi Pacify – 4:22 (FKA twigs)
2. I'm the Man, That Will Find You (feat. David Byrne) – 4:56 (Connan Mockasin)
3. Ghost Rider – 2:42 (Suicide)
4. Strange Weather (feat. David Byrne) – 5:32 (Keren Ann)
5. Lady Grinning Soul – 3:56 (David Bowie)